# マーティン・バコーレ
マーティン・バコーレ（Martin Bakole、1993年6月1日 - ）は、コンゴ民主共和国のプロボクサー。西カサイ州カナンガ出身。スコットランド在住。元WBC世界クルーザー級王者のイルンガ・マカブは実兄。

## 来歴

### プロ時代
2014年3月25日、プロデビュー戦を行い2回TKO勝ち。
2017年11月11日、エディンバラのロイヤル・ハイランド・センターでアリ・バグーズとIBOコンチネンタルヘビー級王座決定戦を行い、1回2分23秒KO勝ちを収め王座獲得に成功した。
2018年10月13日、ロンドンのヨーク・ホールでマイケル・ハンターとIBOインターコンチネンタルヘビー級王座決定戦を行い、プロ初黒星となる10回2分19秒TKO負けを喫し王座獲得に失敗した。
2019年4月6日、カトヴィツェのスポデクでマリウシュ・ヴァフとポーランド共和国インターナショナルヘビー級王座決定戦を行い、8回2分26秒TKO勝ちを収め王座獲得に成功した。
2020年12月12日、ロンドンのウェンブリー・アリーナにてアンソニー・ジョシュア対クブラト・プレフの前座でセルゲイ・クズミンとWBCインターナショナルヘビー級王座決定戦を行い、10回3-0の判定勝ちを収め王座獲得に成功した。
2024年8月3日、カリフォルニア州ロサンゼルスのBMOスタジアムにてテレンス・クロフォード対イスラエル・マドリモフの前座で、WBO世界ヘビー級4位のWBOインターナショナルヘビー級王者ジャレッド・アンダーソンとWBOインターナショナルヘビー級タイトルマッチ及びNABFヘビー級王座決定戦を行い、5回2分7秒KO勝ちを収め王座獲得に成功した。この試合でアンダーソンは66万ドル（約9600万円）、バコーレは37万ドル（約5600万円）のファイトマネーを稼いだ。

## 戦績
- プロボクシング：24戦 21勝（16KO）2敗 1分

| 戦           | 日付           | 勝敗 | 時間     | 内容    | 対戦相手                   | 国籍             | 備考                                                           |
| ------------ | -------------- | ---- | -------- | ------- | -------------------------- | ---------------- | -------------------------------------------------------------- |
| 1            | 2014年3月25日  | ☆    | 2R       | TKO     | セシル・スミス             | 南アフリカ共和国 | プロデビュー戦                                                 |
| 2            | 2014年4月23日  | ☆    | 2R       | TKO     | クリス・ムボンボ           | 南アフリカ共和国 |                                                                |
| 3            | 2014年11月8日  | ☆    | 1R 2:55  | KO      | ルーカス・フィルカ         | スロバキア       |                                                                |
| 4            | 2014年12月5日  | ☆    | 4R       | 判定2-0 | フェレンツ・ザレク         | ハンガリー       |                                                                |
| 5            | 2015年12月12日 | ☆    | 1R       | TKO     | パトリック・マジンガ       | 南アフリカ共和国 |                                                                |
| 6            | 2016年8月12日  | ☆    | 4R       | 判定    | ルカシュ・ルシエビッチ     | ポーランド       |                                                                |
| 7            | 2016年10月1日  | ☆    | 3R 1:32  | TKO     | トマス・ムラゼク           | チェコ           |                                                                |
| 8            | 2017年7月29日  | ☆    | 1R 1:56  | TKO     | ドミニク・アキンラデ       | イギリス         |                                                                |
| 9            | 2017年10月7日  | ☆    | 6R       | 判定    | カミル・ソコロウスキ       | ポーランド       |                                                                |
| 10           | 2017年11月11日 | ☆    | 1R 2:23  | KO      | アリ・バグーズ             | ベルギー         | IBOコンチネンタルヘビー級王座決定戦                            |
| 11           | 2018年6月23日  | ☆    | 1R 1:02  | TKO     | DL・ジョーンズ             | イギリス         | IBOコンチネンタル防衛1                                         |
| 12           | 2018年10月13日 | ★    | 10R 2:19 | TKO     | マイケル・ハンター         | アメリカ合衆国   | IBOインターコンチネンタルヘビー級王座決定戦                    |
| 13           | 2019年4月6日   | ☆    | 8R 2:26  | TKO     | マリウシュ・ヴァフ         | ポーランド       | ポーランド共和国インターナショナルヘビー級王座決定戦           |
| 14           | 2019年8月2日   | ☆    | 1R 1:20  | TKO     | イタロ・ペレア             | エクアドル       |                                                                |
| 15           | 2019年10月19日 | ☆    | 5R 0:58  | TKO     | ケビン・ジョンソン         | アメリカ合衆国   |                                                                |
| 16           | 2019年11月2日  | ☆    | 2R 2:50  | TKO     | ロドニー・ヘルナンデス     | アメリカ合衆国   |                                                                |
| 17           | 2020年12月12日 | ☆    | 10R      | 判定3-0 | セルゲイ・クズミン         | ロシア           | WBCインターナショナルヘビー級王座決定戦                        |
| 18           | 2021年9月18日  | ☆    | 1R 2:50  | KO      | ハルナ・オスマヌ           | ガーナ           |                                                                |
| 19           | 2022年5月14日  | ☆    | 10R      | 判定2-0 | トニー・ヨカ               | フランス         |                                                                |
| 20           | 2023年4月22日  | ☆    | 3R 0:45  | TKO     | イホール・シェヴァズツキー | ウクライナ       |                                                                |
| 21           | 2023年10月28日 | ☆    | 4R 2:15  | TKO     | カルロス・タカム           | フランス         |                                                                |
| 22           | 2024年8月3日   | ☆    | 5R 2:07  | KO      | ジャレッド・アンダーソン   | アメリカ合衆国   | WBOインターナショナルヘビー級王座決定戦 NABFヘビー級王座決定戦 |
| 23           | 2025年2月24日  | ★    | 2R 2:17  | TKO     | ジョセフ・パーカー         | オーストラリア   | WBO暫定世界ヘビー級タイトルマッチ                              |
| 24           | 2025年5月3日   | △    | 10R      | 判定0-1 | エファ・アジャグバ         | ナイジェリア     |                                                                |
| テンプレート |                |      |          |         |                            |                  |                                                                |

## 獲得タイトル
- IBOコンチネンタルヘビー級王座
- ポーランド共和国インターナショナルヘビー級王座
- WBCインターナショナルヘビー級王座
- WBOインターナショナルヘビー級王座
- NABFヘビー級王座